# Yvette Broch
Yvette Broch (n. 23 decembrie 1990, în Monster) este o handbalistă neerlandeză care joacă pentru clubul maghiar Győri Audi ETO KC. În trecut, Broch a fost componentă echipei naționale a Țările de Jos, cu care a participat la Campionatul Mondial din 2011, desfășurat în Brazilia, și a câștigat medalia de argint la Campionatul Mondial din 2015, desfășurat în Danemarca.
Yvette Broch este cunoscută și pentru postura de finalistă a concursului Holland's Next Top Model.

## Palmares
- Liga Campionilor EHF:
  -  Câștigătoare: 2017, 2018
  - Finalistă: 2016

- Cupa EHF:
  - Finalistă: 2013

- Nemzeti Bajnokság I:
  - Câștigătoare: 2016, 2017, 2018

- Magyar Kupa:
  -  Câștigătoare: 2016, 2018
  - Finalistă: 2017

- Campionatul Franței:
  - Câștigătoare: 2013, 2014
  - Medalie de argint: 2015

- Cupa Franței:
  -  Câștigătoare: 2013

- Campionatul Mondial:
  -  Medalie de argint: 2015
  -  Medalie de bronz: 2017

- Campionatul European:
  -  Medalie de argint: 2016